# Barylypa imitata
Barylypa imitata är en stekelart som beskrevs av Dasch 1984. Barylypa imitata ingår i släktet Barylypa och familjen brokparasitsteklar. Inga underarter finns listade.